# TNK-BP
TNK-BP Ltd. war ein russisch-britisches Öl- und Gasunternehmen und gehört seit März 2013 zu 100 Prozent Rosneft. Das Unternehmen entstand 2003 aus einer Zusammenarbeit mit dem britischen Unternehmen British Petroleum (BP), Access/Renova Group und Alfa Group. Der Sitz der Gesellschaft befand sich in Moskau.

## Geschichte
TNK steht für Tjumenskaja Neftjanaja Kompanija oder Tjumen Oil Company. 1996 beteiligte sich Wiktor Felixowitsch Wekselberg an den Versteigerungen von russischen Staatsbetrieben und erwarb mit Hilfe der Alfa Group von Michail Maratowitsch Fridman 44 % der TNK. 2003 entstand dann das 50/50-Joint-Venture TNK-BP Ltd. auf den Britischen Jungferninseln. British Petroleum (BP) investierte damals rund sieben Milliarden USD in die TNK-BP. Die anderen 50 % hielt das damalige Konsortium ARA (zusammengesetzt aus Access Industries von Leonard Blavatnik, Renova Group von Wekselberg und Alfa Group von Fridman).
Das Unternehmen beschäftigte 2006 rund 71.000 Mitarbeiter und operierte vorwiegend in Russland. TNK-BP Ltd. förderte und lieferte Rohöl und Erdgas und belieferte auch Endkunden über ein eigenes Tankstellennetz.
Im Juli 2008 flüchtete der damalige Unternehmenschef der TNK-BP Ltd., Bob Dudley, aus Russland, da u. a. bereits seit 2007 sein befristetes Visum und somit sein Recht, in Russland zu arbeiten, abgelaufen war. Dudley warf der russischen Regierung Staatsbürokratie mit massiven Schikanen vor, auch beschuldigte er seine ARA-Partner der „Erpressung“. In dem Zusammenhang ist zu berücksichtigen, dass bereits im März 2008 der Inlandsgeheimdienst FSB und die Steuerfahndung die Zentrale von TNK-BP in Moskau durchsuchen ließen und vorübergehend einen Angestellten wegen Verdacht auf Industriespionage verhafteten; auch billigte im März 2008 die Duma in zweiter Lesung ein Gesetzesprojekt, das ausländische Investitionen in Wirtschaftszweige „von strategischer Bedeutung“ beschränkt.
Der ehemalige deutsche Bundeskanzler Gerhard Schröder wurde im Januar 2009 als eines von drei unabhängigen Mitgliedern in den Aufsichtsrat berufen. Im Dezember 2011 traten jedoch zwei der Aufsichtsratsmitglieder zurück, darunter Schröder.
Anfang Juni 2012 trat Michail Fridman im Streit mit BP als operativer Vorstandschef von TNK-BP zurück.

### Übernahme durch Rosneft
Am 22. Oktober 2012 gab Rosneft die Übernahme von TNK-BP für Anfang 2013 bekannt. Von BP wurde ein 50-prozentiger Anteil für rund 28 Milliarden US-Dollar erworben, wofür BP 17 Mrd. US-Dollar in bar erhielt und künftig mit 19,75 % an Rosneft beteiligt werde. Des Weiteren erklärte Rosneft, dem Konsortium ARA ebenfalls ihren 50-prozentigen Anteil an dem Gemeinschaftsunternehmen abzukaufen. ARA erhielt für seinen Anteil rund 28 Mrd. US-Dollar. Im Zuge des Russischen Überfalls auf die Ukraine 2022 entschied sich BP von seinem 19,75-%-Anteil an Rosneft zu distanzieren. BP verzichtet seit Februar 2022 auf Dividenden und seine zwei Sitze im Aufsichtsrat von Rosneft. Dadurch endete auch die letzte indirekte Beteiligung von BP an einstigen TNK-BP-Projekten.